# あべこうじ
あべ こうじ（本名：阿部 公二〈読み同じ〉、1975年〈昭和50年〉2月19日 - ）は、日本のお笑いタレント、漫談家、俳優、作詞家。神奈川県横浜市南区出身。吉本興業所属。R-1ぐらんぷり2010優勝者。妻は元モーニング娘。のメンバーでタレントの高橋愛。

## 略歴
- 神奈川県立商工高等学校（神奈川商工）卒業。高校の2年先輩に石井正則（アリtoキリギリス）がいる。
- 1997年に『ウルトラマンティガ』第18話「ゴルザの逆襲」でテレビデビュー。
- 1998年に渋谷公園通り劇場の渋谷新人計画で「カンヴァス」というコンビでデビューするが、2001年に解散。同年にピン芸人として再デビュー。
- レギュラー番組として『少女B』に出演していた。他にも『エンタの神様』、『Click!』に出演。また、東京新宿の劇場ルミネtheよしもとにも出演中。
- 2000年に一般人女性と結婚し、長女が誕生。しかし、2007年3月に離婚（2008年1月2日放送分の『ジャイケルマクソン』にて公表）。
- 「あべさく」としての活動もあり、佐久間一行とは休みの日でも会うほどの仲の良さで評判である。
- 芸人になる前には様々な職業経験があり、俳優の仕事をしていたこともあるため、演技やナレーションの評価も高い。映画『机のなかみ』では主役の家庭教師・馬場元役に抜擢されている。
- 3月26日に放送された『あべこうじのポッドキャスト番長』にダンカンがゲストに登場し、ダンカンはあべの師匠および大先輩であるとわかった。
- 2007年11月26日『2周年特番 無料放送だ! 全員集合?!』総合MC、2008年1月1日（火）ヨシモト∞火曜2部MC:チュートリアル（一身上の都合上により休演）MC代行を行い、2008年2月1日付でサブ・レギュラー昇進。隔週金曜日1部担当を行うことになった。
- 「R-1ぐらんぷり」では第2回（2004）大会で決勝初進出して以降は、決勝の常連組として長期に渡って出場し続けていた。決勝戦の通算出場回数は6回。しかし第3回（2005年）大会では3位[1]、第4回（2006年）大会では準優勝[2]、第6回（2008年）・第7回（2009年）大会では2年連続で5位に終わるなど、あと一歩の所で毎回優勝を逃していた。そして6度目の決勝進出となった第8回（2010年）大会ではファーストラウンドでなだぎ武（661点）に次ぐ658点[3]を記録して第2位を記録すると、ファイナルステージでは審査員7人中6人から票を獲得して念願の優勝を果たし、優勝が決まった瞬間にあべは感極まって号泣した。
  - しかし、第8回大会決勝で披露した2本のネタは後日発売されたDVD『R-1ぐらんぷり2010 DVDオリジナルセレクション 門外不出の爆笑ネタ集!』には一切収録されていない（著作権の都合と思われる[4][5]）。因みにあべのネタだけでなく、2010年の決勝大会自体一切収録されておらず、各芸人によるテレビ未公開の予選で行われたネタを中心に収録されている。2021年よりU-NEXTにて配信開始された映像では、2本目のネタの一部の音声がカットされている（ドレミのうたのメロディを歌った部分）が、それ以外は全て収録されている。
  - ものまねやあるあるネタ、フリップなどの小道具に頼らず、純粋な漫談で優勝を果たしたのは初代チャンピオンのだいたひかる以来7大会ぶり史上2組目だった。あべが優勝して以降は、第16回（2018年）大会にて濱田祐太郎が優勝するまで漫談で優勝する芸人は出てこなかった。
  - 上述のようにR-1ぐらんぷりには果敢に挑戦していたが、その一方で「お笑い第五世代」にあたるほとんどの芸人が出場したネタ番組『爆笑オンエアバトル』には1度も出場経験が無かった（一方で仲の良い佐久間一行は同番組に常連組として長きに渡って出場しており、この点に関しては非常に対照的であった）[6]。
- 2012年に福岡でHKT48のメンバーが出演していたラジオ番組『HKT48のベイビィ〜★ラジオ(仮)』にゲスト出演した際に、相談を受けたチームH所属（当時）の村重杏奈にR-1ぐらんぷり2013出場を決意させた[7]。
- 2013年4月より青森県のローカル番組『夢はここから生放送 ハッピィ』のMCに就任し、番組が休止の時を除いて毎週関東から青森に通っている[8]
- 2013年12月21日、元『モーニング娘。』の高橋愛と2014年2月14日に再婚することが発表された[9]。
- 2014年2月14日、高橋と正式に入籍し、神奈川県横浜市の横浜マリンタワーにてツーショットで記者会見を行った。
- 同年6月2日、米国・ハワイで高橋との結婚式を行った。
- 2022年　仮面ライダーギーツにて小金屋森魚　仮面ライダーメリーとして出演
- 2023年秋以降公開予定の『オールドカー 〜てんとう虫のプロポーズ〜』で映画監督デビュー[10]。
- 2023年12月、老朽化と人手不足で休業していた青森県弘前市百沢にある日帰り温泉施設「百沢温泉」を買い取り、愛媛から青森に移住した芸人のOGAとともに運営することになった[11]。翌年4月27日より「ハッピィー百沢温泉」として営業再開している[12]。

## 芸風
- ピン芸人の芸風といえば最近は一人コントが多くなっているが、珍しく漫談を主な芸風としている。
- 漫談では、日常生活で起こるトラブルの対処法をテーマとしたネタを得意とする。なお、『エンタの神様』ではその部分だけに着目した普段の漫談スタイルとは異なる「こんな時どうする?」というネタを披露していた。また、『爆笑レッドカーペット』では時間の制約上「アベえもん」「イタリアン」「早くない!?」などのショートネタを披露している。
- 漫談やトークで「ウザい」と言われたり自ら言うことがある。例としてネタの序盤のつかみで何か鬱陶しい一言を言った後（例:「とりあえず皆で温泉に行こ!」など）に「今ので半分くらいの人気づいちゃったんじゃないかな〜。そう、若干（あべこうじ）ウザいの!（笑）」と言うなど。
- 「へこむわ〜、とか言ってるそばから、即行元気ー!」というギャグを持ち、ネタやトーク中に盛り込むことがある。また、五木ひろしのモノマネが得意で、披露することが多々ある。
- 最近は、「どーも、A・B・E・K・O・J・I あべこうじです、よろしくおねがいしま〜す」と言ってネタを始める。
- ネタを締める時は「H・A・P・P・Yライフ、あ!　ハッピーライフを送ってちょうだい」と言う。

## 受賞歴
- 2010年R-1ぐらんぷり優勝

## 出囃子
フリッパーズ・ギター「恋とマシンガン」

## 出演

### 番組
- あべこうじのポッドキャスト番長（TBSラジオ、2006年10月 - 2007年3月）
- ひかりをあてろ!発掘ネクストミュージック（casTY）
- 渋谷ストリートライブ解放区（casTY）
- 大笑点（日本テレビ）
- 爆笑レッドカーペット（フジテレビ） - キャッチコピーは「口先ペラペラ漫談」[13]

コラボカーペットで永井佑一郎と共演（2010年2月27日）
- エンタの神様（日本テレビ） - キャッチコピーは「ポップな洞察ボーイ」
- お笑いDynamite!（TBSテレビ） - キャッチコピーは「ちょっとウザいハッピーお兄さん」
- くちコミ☆ジョニー!（日本テレビ、2007年10月 - 2008年3月） - 火曜のみ
- ヨシモト∞（ヨシモトファンダンゴTV） - 土曜日2部MC
- ゴールドラッシュ2008〜今年こそブレイクしたい芸人が開く 新しきイロモネアの夜明け!!（TBSテレビ、2008年1月3日）
- MBSヤングタウン土曜日（さんまのヤンタン）（MBSラジオ、2008年3月22日・29日） - 道重さゆみの代打としてMC出演
- 天才てれびくんMAX（NHK教育、2008年4月 - 2010年3月）※2010年3月5日の本人のブログより
- 新春ゴールデンピンクカーペットSP（フジテレビ、2009年1月1日） - キャッチコピーは「口先ペラペラ漫談」
- 人志松本の○○な話（フジテレビ、2009年4月28日 - 5月5日）
- ハッピーMusic（日本テレビ）
- フットンダ（中京テレビ）
- U・LA・LA@7「よしもとうららちゃん」（TOKYO MX、2010年7月6日）
- 大改造!!劇的ビフォーアフター（朝日放送、2010年11月7日） - 実家の台所のリフォームのための資金提供やリフォームの一部のお手伝いをした[14]。
- ハマNAVI!（FMヨコハマ、2011年1月 - ）
- やまがた発!旅の見聞録（テレ玉・山形放送、2011年4月 - 2012年3月）
- wktkラヂオ学園日曜日（2012年、NHKラジオ第1放送） - 2012年4月 - 5月（毎週）、8月 - 9月（隔週）

佐久間との「あべさく」として出演。4月 - 9月は「泥芸人」MCバトルとしてガリットチュウと交代に担当。
- HKT48のベイビィ〜★ラジオ(仮)（FM福岡、2012年12月13日）
- 渋谷×文化ラジオ（文化放送、2017年10月 - 2018年3月） - 水曜日・あべこうじのどういうこと? 担当
- PON!（日本テレビ、2013年4月2日 - 2015年10月2日） - 金曜日コメンテーターならび突撃芸人としてレギュラー出演。
- 夢はここから生放送 ハッピィ（青森朝日放送、2013年4月13日 - ） - メインMCとして出演。
- 夢はここから深夜放送 ラッキー（青森朝日放送、2015年4月10日 - ） - ハッピィ大学学長「あべ島平八」として、エンディングの「教えて!学長～!!」コーナーに出演。

ほか多数

### 映画
- 机のなかみ（2006年） - 主演・馬場元 役
- YOSHIMOTO DIRECTOR'S 100
  - HERO（2007年、山崎邦正監督）
  - スイッチ（2007年、フットボールアワー岩尾監督）
  - my（2008年、2丁拳銃小堀監督） - 主演・馬場元 役
- 純喫茶磯辺（2008年） - 純喫茶磯辺の客 役
- 雪の中のしろうさぎ（2011年） - 南雲 役
- この動画は再生できません THE MOVIE（2024年） - 塚原武 役[15][16]

### ドラマ
- ウルトラマンティガ 第18話「ゴルザの逆襲」（TBS、1997年）
- 勇者ヨシヒコと魔王の城 第4話（テレビ東京、2011年7月29日） - 盗賊 役
- あまちゃん（NHK、2013年）
- 火花 第7話（Netflix、2016年6月3日）
- ショート・プログラム「スプリングコール」（Amazon Prime Video、2022年3月1日配信）[17]
- 仮面ライダーギーツ 第2 - 6話（テレビ朝日、2022年9月11日 - 10月9日） - 小金屋森魚 / 仮面ライダーメリー 役[18]

### 舞台
- あべさくとーく ※佐久間一行とのライブ
- ピンスポッ★
- 神保町花月「THE MOMO-TARO」、「僕を忘れて」、「日の出アパートの青春」
- あべ一座 旗揚げ公演 あべ上がりの夜空に（2009年7月11日、NHKホール）
- 喜劇「ハムレット」&悲劇?「ローゼンクランツとギルデンスターンは死んだ」（2011年5月、渋谷区文化総合センター大和田さくらホール / シアター1010）
- THE 39 STEPS（2022年5月1日 - 17日、シアタークリエ） - クラウン 役
- プールサイドの魚たち（2024年6月14日 - 30日、六本木トリコロールシアター）[19]
- ミセン（2025年1月10日 - 2月11日、新歌舞伎座 他） - キム・ドンシク課長代理 役[20][21]
- act ACE presents #01 舞台「君に似合う花言葉」（2025年11月9日〈予定〉、CBGKシブゲキ!!）[22]

### インターネット配信
- グノシーQ（株式会社Gunosy、2018年3月5日 - ） - 月曜日MCとして出演[23]

### 店内放送
- ファミよし“笑顔の宅急便“（ファミリーマート店内放送、2014年6月 - 2019年6月）[24][25]

## 作詞提供
- ナンダーMAX
  - さぁーいこー（2009年度枠内の1月度のMTKより）
- 高橋愛・田中れいな・夏焼雅
  - わさびじゃないのよ鰹は
  - ペーパーセーブ
  - 十人十色三者三様

## PV監督
自作
- ゆず「地下街」（1997年）

## 映画監督
- オールドカー 〜てんとう虫のプロポーズ〜（2023年秋以降公開予定）[10]